# Odin vdokh
Odin vdokh (russisk: Один вдох) er en russisk spillefilm fra 2020 af Jelena Khazanova.

## Medvirkende
- Viktorija Isakova som Marina Gordejeva
- Maksim Sukhanov som Vadim Batjarov
- Vladimir Jaglytj som Ignat Kaverin
- Philip Jersjov som Sasha Gordejev
- Stasja Miloslavskaja som Anja Gordejeva